# Iguana Entertainment
Iguana Entertainment llamada Acclaim Studios Austin  después de 1999 fue un Estudio desarrollador de videojuegos fundado el 14 de agosto de 1991 Perteneciente a la Empresa Acclaim Entertainment y desapareció junto con ella en 2004. La empresa desarrolló videojuegos como Shadow Man, South Park, NFL Quarterback Club y Turok. Originalmente se especializó en desarrollar los juegos distribuidos por Sunsoft y Acclaim Entertainment como Aero the Acro-bat, Aero the Acro-bat 2 y Zero the Kamikaze Squirrel (los tres publicados por Sunsoft).
En 2004 Acclaim Entertainment Fue Comprada por una empresa canadiense llamada Throwback Entertainment la cual adquirió más de 150 títulos de juegos y derechos de la marca, más tarde We Go Interactive Co., Ltd., establecida en Seúl, Corea del Sur, adquirió los juegos Re-Volt, RC Revenge Pro, RC De GO de Throwback Entertainment.

## Títulos importantes
Unos pocos juegos desarrollados por Iguana Entertainment:
- Aero the Acro-Bat (por Sunsoft)
- Aero the Acro-Bat 2 (por Sunsoft)
- Batman Forever (videojuego) (por Acclaim Entertainment)
- College Slam (por Acclaim Entertainment)
- Iggy's Reckin' Balls (por Acclaim Entertainment)
- NFL Quarterback Club Series
- Re-Volt (por Acclaim Entertainment)
- Shadow Man (por Acclaim Entertainment)
- Shadow Man: 2econd Coming (por Acclaim Entertainment)
- South Park (VideoJuego FPS)
- Turok: Dinosaur Hunter (por Acclaim Entertainment)
- Turok 2: Seeds of Evil (por Acclaim Entertainment)
- Zero the Kamikaze Squirrel